# ルービン (食品)
ルービン（中国語: 乳饼、rǔbǐng, 乳餅）は、中国雲南省のペー族やイ族が作る伝統的なチーズ。
雲南省大理ペー族自治州北部の鄧川から剣川にかけての地域、ならびに石林イ族自治県などで製造されている。

## 製法
ウシまたはヤギ、ヤクなどの乳を原料とし、飼育頭数などから大理ペー族自治州では牛乳、石林イ族自治県ではヤギ乳が主流だという。
これを凝固させるための酸液の準備として、パパイアの果肉を潰して十分な量の水を加え、夏季なら半日、冬季なら2日ほど広口ビンの中で放置する。この間にパパイアやビン内に付着していた乳酸菌が果汁の糖質を利用して乳酸を生成し、濁った黄褐色でpHが4.0程度の酸液が得られる。パパイアの他、ホオズキやスイバの葉の汁、ウメの実を使う報告もある。
300mlほどの酸液を鉄鍋に入れて45-50°Cに温め、同量の原料乳と少量の食塩を加えて柄杓でゆっくり撹拌する。数秒で凝固が始まるので固体を取り出し、布に包んで重石を乗せて水分を流出させると、完成となる。なお、重しをかけずに竹箸に巻きつけながら薄く伸ばし、乾燥させるとルーシャンとなる。
また、酸による凝固ではなく、乳酸によって発酵した酸乳をスターターとして加えて凝固させる手法も報告されている。

## 調理方法

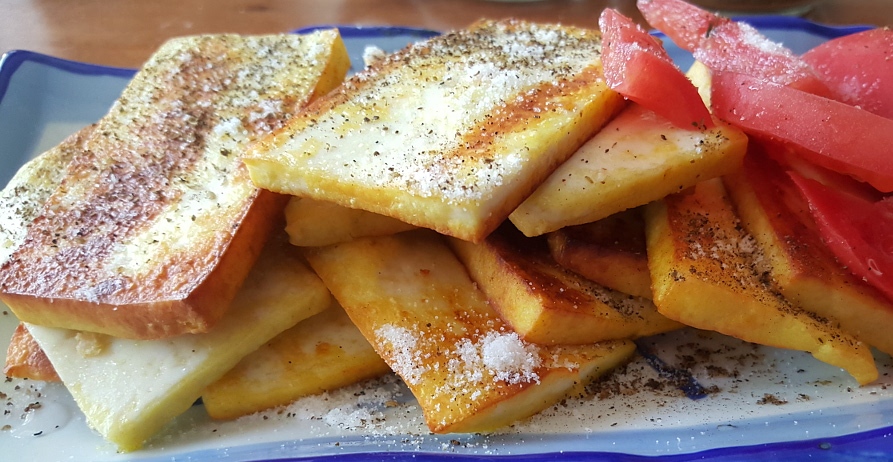
揚げたルービン（乳饼、羊乳のチーズ、雲南省昆明）

ルービンの塊を4-5mmの厚さに切り、ハムを挟んで炒めたものが軽食として販売されている。また、油で素揚げしたもの、長方形に切ってハムなど具材を挟んで揚げたものなど、様々なバリエーションがある。